# Sežana
Sežána (, v Sežani) (italijansko Sesana, nemško Zizan) je mesto v Sloveniji in gospodarsko, prometno, izobraževalno, kulturno ter zdravstveno središče slovenskega Krasa. Mesto je sedež Občine Sežana, upravne enote Sežana in župnije Sežana. Samo mesto Sežana ima nekaj čez 6.000 prebivalcev, skupaj s svojim zaledjem pa šteje Sežana okoli 14.000 ljudi. V mestu imajo sedež mdr. Kosovelova knjižnica Sežana, kulturni center Kosovelov dom z Malo galerijo Mira Kranjca v Kosovelovem domu Visokošolsko središče Sežana in zasebna Galerija Kastelic.

## Zgodovina
O nastanku Sežane pričajo tako ustna izročila, domneve in legende, kot tudi zanesljiva zgodovinska dejstva. Eno od ljudskih izročil pravi, da je Sežana dobila ime po sveti Suzani. Po pripovedovanju starejših naj bi za hribom Tabor nekoč stalo naselje, ki pa so ga kasneje požgali. Tamkajšnji prebivalci naj bi se preselili na območje današnje Sežane, ožganemu območju pa so pravili Sežgana vas ali skrajšano Sežana. 
Nekateri pisci celo omenjajo možnost, da bi bila antična postojanka Avesica tedanja Sežana, spet drugi pa navajajo, da naj bi Sežano ustanovila rimska rodbina Cesia, ki je kraj poimenovala Cesiano. 
V prvih dokumentih iz 14. stoletja se Sežana vedno piše kot Sesana ali Sexana ali celo Xexana. Točnih podatkov o tem, kako so Sežano imenovali pred Rimljani in ko še niso poznali svete Suzane, ni, obstaja pa velika možnost, da ima ime Sežana prazgodovinsko osnovo, saj so se takrat imena naselij navadno končala z obrazilom -ana, hkrati pa naj bi o tem pričale tudi arheološke najdbe, ki pa so bile s selitvijo mariborskega muzeja izgubljene. V devetdesetih letih dvajsetega stoletja so pri raziskovanju trase avtoceste Dane – Fernetiči našli pet delov antične keramike iz rimske dobe in koščeno konico iz pleistocena. 
Rimljani so veljali za velike trgovce in osvajalce, ki so z ustanovitvijo Ogleja v 2. stoletju pr. n. št. nakazali svoj prodor proti severu in severovzhodu. Ena od rimskih poti je tekla tudi blizu Sežane. Prav razvoj trgovine in pretoka blaga je dal Sežani in njeni okolici svojevrsten pečat. V srednjem veku je skrb za ceste upadla, dokler ni s spremembo iz naturalnega v denarno gospodarstvo v 16. stoletju ponovno oživela. Cesar Karel VI. je ustanovil komisijo za podpiranje pomorske trgovine, ki je 7. 7. 1730 uvedla redno potniško zvezo med Dunajem in Trstom, ki so jo poimenovali cesarska cesta. Vožnja po njej je poleti trajala devet dni, pozimi pa deset. Furmani so del poti od Postojnskega do Trsta imenovali tudi jamborna cesta, saj so po njej vozili jambore za ladje in ladijski les.
Da je bilo območje Sežane zelo prometno že v času Rimljanov priča tudi najdba bronastega kipca iz poznega helenističnega obdobja v središču Sežane. To je bil kipec golega mladeniča z veliko glavo, obkroženo z žarki.
Mesto Sežana je bilo prvič pisno omenjeno v 15. oz. 16. stoletju, in sicer v Gradivu za zgodovino Slovencev v srednjem veku.
Sežana je tesno povezana s trgovanjem in zgodovino italijanskega Trsta in drugih obmorskih krajev. Čez to območje so potekale številne poti, po katerih se pomikale tudi vojske, ki so po pustošile in ropale po tem prostoru. Leta 400 so na poti proti Ogleju razdejanje povzročili Goti, leta 453 so Kras in Furlanijo preplavili Huni, dobrih sto let kasneje pa so to območje naselili Langobardi. Za njimi so prišli Slovani in že leta 623 je kralj Samo ustanovil veliko slovansko kraljestvo. Leta 789 je območje Sežane po zaslugi Pipina, sina kralja Karla Velikega, prišlo pod frankovsko oblast.
Zaradi obilica vojska, ki so večkrat obiskale Kras, so bile utrdbe še kako dobrodošle. Sežana je imela utrdbo na hribu Tabor, ki pa je bila verjetno večkrat porušena in obnovljena, še pred tem pa naj bi bil Tabor poseljen.
Utrdbe so ponovno pridobile na veljavi, ko so Turki v 15. stoletju začeli vdirati na Hrvaško in tudi na slovensko območje. Turška vojska je večkrat prejahala Kras in ustrahovala prebivalce. Pisnih virov, ki bi pričevali o tem, da so se med svojimi osvajalskimi napadi Turki zadrževali v Sežani ni, a so najverjetneje bili vsaj v neposredni bližini. Za vse prebivalce Sežane je bilo seveda premalo prostora v Taboru, zato so se skrivali v jamah, dolih in v gozdovih.
V 12. stoletju so se pojavili goriški grofje, ki so na Krasu imeli v lasti območje od Komna in Štanjela do Brkinov in izvira reke Reke. V letu 1364 je Sežana pripadla goriškim grofom. Ti so leta 1498 z grofom Leonhardom sklenili pogodbo, s katero je posest goriških grofov po njihovi smrti pripadla Habsburžanom. Nemški cesar Friderik II. je leta 1622 grofu Benvenutu Petaču ali Petazziju prodal Novi grad in Socerb. Sčasoma so velik del sežanskega ozemlja upravljali švarceneški gospodje – grofje Petači. Ti so bili fevdalci in zelo okrutni gospodarji, ki so bili v svoji želji po bogastvu nenasitni. Kmetom je kmalu prekipelo in so se temu uprli. Upirali so se zaradi trgovanja s soljo, kasneje zaradi vse večjih davkov. Uporni kmetje so leta 1713 opustošili Petačev grad v Švarceneku nad Vremsko dolino (današnji Podgrad). Takrat se je grof Petač skupaj s sodno oblastjo preselil v Sežano, ki je tako postala center avtonomnega švarceneškega gospostva, ki je bilo del habsburškega imperija. Švarceneška gospoščina grofa Petača je na sežanskem območju obsegala 157,3 km2 in je zajemala Sežano, Naklo, Rodik, Lokev, Štorje in druge kraje.
S prihodom grofa Petača je del poti med Dunajem in Trstom, ki je potekal skozi Sežano, še pridobil na veljavi. Vedno več je bilo ljudi, predvsem trgovcev, obrtnikov in uradnikov, ki so Sežano obogatili in jo širili. Nova cesarska cesta je omogočila razcvet furmanstva. Sežana je tako živela od furmanov in njihovega ustavljanja v Sežani. Furmanski postanki so pospešili nastanek in razvoj gostiln predvsem na področju Sežane, pa tudi v nekaterih drugih krajih ob poti.
S prihodom Francozov in Napoleona na to območje je bila 1. 10. 1811 izvedena nova razmejitev med tako imenovanimi Ilirskimi provincami, v katere je sodila Sežana, in Napoleonovo Kraljevino Italijo. Modernejše upravne enote pa je začela uvajati francoska oblast, ki je na tem območju vladala le nekaj let.
K razvoju Sežane je bistveno pripomogla prav železnica. Avstrijska monarhija je leta 1836 sprejela zamisel o povezavi Dunaja s Trstom in to traso poimenovala južna železnica. Dokončali so jo leta 1848. Z njo so povečali pretok blaga in obseg trgovine. Velike zasluge pri gradnji železnice skozi Sežano je imel Karl Polley, ki je z gradnjo tudi precej obogatel.
Leta 1918 je Avstro-Ogrska monarhija propadla, vojno in civilno upravo Sežane pa so prevzeli Italijani, ki so izvajali raznarodovalno politiko. Po padcu Italije v drugi svetovni vojni je Sežana dobila nemško poveljstvo. Po koncu vojne je za Sežano nastopilo obdobje osvoboditve, ko so mejo med Italijo in Jugoslavijo prestavili na Fernetiče. Leta 1947 je bila dokončno priključena Jugoslaviji in leta 1952 je postala mesto

## Zemljepis
Sežana leži ob cesti in železnici med Ljubljano in Trstom, od katere se tu odcepi proga proti Novi Gorici, v neposredni bližini Italije. Mesto je s severne strani obdano s hriboma Tabor (484 m) in Lenivec (464 m), na vzhodni strani pa z Malo (489 m) in Veliko planino (551 m), Sedovnikom (575 m), Sablanico, Hrbčičem in Bršljanovcem. Najstarejši del mesta sestavljajo nekdanja vaška jedra in sicer: Gradišče ob vznožju Tabora, Britof ob župnijski cerkvi Sv. Martina, Vas in Vidma(ri)šče pod Planino, novejše soseske (mdr. Novo naselje) pa nastajajo pod Planino, Taborom in Lenivcem ter ob glavni cesti skozi mesto.

## Gospodarstvo
V kontekstu primorske regije predstavlja Sežana pomembno gospodarsko središče, saj v njem deluje nekaj vodilnih slovenskih podjetij in večje število manjših firm, ki nudijo zaposlitev prebivalcem okoliških krajev (Postojna, Ilirska Bistrica, Divača, Kozina, Komen, itd). Mesto je lepo urejeno in obiskovalcu ponuja vtis večjega mesta, saj so tako stavbe kot infrastruktura izrazito mestnega tipa.
Večja podjetja v Sežani so: Jadran, Kras, Marmor, Mitol, Vinakras, Adria Terminali, Win Systems ... Nekoč po velikosti četrto največje slovensko gradbeno podjetje je bil Kraški zidar, ki pa je propadel, tako kot veliko drugih gradbincev. V Sežani je tudi Zavod za gasilno in reševalno službo Sežana, ki pokriva štiri občine (Komen, Divača, Hrpelje - Kozina, Sežana).

## Osebnosti, povezane s Sežano
- Srečko Kosovel (1904, Sežana–1926, Tomaj), slovenski pesnik, kritik in publicist
- Avgust Černigoj (1898, Trst–1985, Sežana), slovenski slikar in grafik
- Gojmir Lešnjak - Gojc, slovenski filmski, gledališki ter televizijski igralec
- Jože Pahor (1888–1964), pisatelj in dramatik, eden najpomembnejših slovenskih učiteljev med 1. in 2. svetovno vojno
- Mara Husu (1900–1944), slovenska pisateljica
- Peter Kozler (1824, Koče pri Kočevski Reki–1879, Ljubljana), notar, politik, kartograf (avtor "Zemljovida slovenskih dežel"), ustanovitelj pivovarne Union
- Ema Starc (1901–1967), slovenska gledališka igralka
- Karl Ritter von Schaffer (1831–1904), tajnik cesarja Maksimiljana
- Karl Polley, politik, sežanski župan, gospodarstvenik
- Giovanni Scaramanga, ladjar, veleposestnik
- Rajmund Mahorčič (1840, Brežec–1895, Sežana), župan, deželni poslanec, narodni buditelj, veleposestnik
- Gustav Gregorin (1860, Sežana–1942, Ljubljana), pravnik, politik, gospodarstvenik
- Seznam osebnosti iz Občine Sežana

## Zgradbe in objekti v Sežani
V mestu je okrajno in občinsko sodišče, dve pošti, osnovna šola, srednja šola, visokošolsko središče, kulturni center za celotni Kras, matična knjižnica, več bank in zavarovalnic, štirje hoteli, številni gostinski lokali, policijska postaja, trgovski centri, železniška in avtobusna postaja ter še veliko drugih stvari, ki spadajo v vsako pomembnejše mesto.
V Sežani se je rodil znani pesnik Srečko Kosovel. Po njem se imenuje več ustanov v mestu:
- Osnovna šola Srečka Kosovela Sežana
- Šolski center Srečka Kosovela Sežana
- Kosovelov dom (Kulturni dom Srečka Kosovela Sežana)
- Kosovelova knjižnica Sežana

V Sežani se začne Kosovelova pot, ki se prične pred staro osnovno šolo, v kateri se je rodil Srečko Kosovel in v kateri je urejena Kosovelova spominska soba. 
V Sežani je tudi botanični vrt Scaramangà (Sežanski botanični park), ki se ponaša z bogatim izborom eksotičnih dreves in rastlinjakom - oranžerijo. Botanični vrt je zaklenjen, ogled je mogoč v času odprtja (informacije dobite pri bližnji Komunali).
V mestu Sežana je veliko stavb, ki so zanimive za ogled oz. izstopajo s svojo arhitekturo ali izgledom. Večina naštetih je starejših (preko 100 let, nekateri tudi do 200 let), navedenih je pa tudi nekaj stavb, ki so zgrajene v novejšem času in so zanimive zaradi svojstvene arhitekture. 
- Stavba Občine Sežana (Partizanska cesta); (dopolnitev: nekoč Vila Mirasasso, lastnika Scaramangaja)
- Stavba Upravne enote Sežana (Partizanska cesta)
- Stavba sežanskega sodišča (Kosovelova ulica)
- Stavba "Pri treh kronah" (Partizanska cesta); nekoč penzion Triglav; še prej pa Hotel Scaramanga
- Cerkev sv. Martina (Trg osvoboditve)
- Rdeča hiša (Partizanska cesta); (nekoč Vila Jaschi, potem Vila Grandi)
- Stari grad (Partizanska cesta)
- Šmucovo poslopje (Partizanska cesta) (dopolnitev: prvotno last Polleya /Polaja)
- Stavba Ljudske univerze Sežana (Bazoviška cesta)
- Palmarij v sežanskem Botaničnem parku (Partizanska cesta); (dopolnitev: zgradila ok. 1890 rodbina Scaramanga')
- Polajev stolp (Ulica Mirka Pirca)
- Kompleks Kosovelovega doma Sežana (Kosovelova ulica)
- Stavba sežanske knjižnice (Ulica Mirka Pirca); (dopolnitev: prvotno Polleyev dom, potem Vila Angelica last S. Galattija, potem avstrijska vojašnica, v času italijanske zasedbe občinski uradi)
- Stavba sežanske bolnišnice (Cankarjeva ulica)
- Stavba sežanskega zdravstvenega doma (Partizanska cesta)
- Stavba sežanske železniške postaje (Kolodvorska ulica)
- Kompleks sežanske avtobusne postaje (Partizanska cesta)
- Vila "Štok" (Partizanska cesta); (popravek: dve vili Stock, prvotno Motta in Paximadi)
- Pokopališče in avstro-ogrsko pokopališče iz 1. svetovne vojne (Repentaborska cesta)

## Znamenitosti

#### Botanični vrt ob vili Mirasasso
Trgovska družina Scaramangà je v 19. stoletju začela kupovati parcele na območju Sežane. Zgradili so vilo Mirasasso, v kateri je danes občinska uprava, pod njo se je razprostiral vrt, posajen s sadnim drevjem in trtami. Njihovi kapitani in sami so iz celega sveta prinašali semena in sadike raznih rastlin, zato je bilo posestvo že takrat znano daleč naokoli. Še posebej zanimiv in privlačen pa je bil rastlinjak - palmarij, ki so ga zgradili v vrtu. Nekatere od teh rastlin so ohranjene še danes, veliko pa so jih dosadili ščasoma. 

#### Polleyev stolp
Objekt Pollayevega stolpa je bil zgrajen v dveh delih - kot silos in kot štirna. Vidni del objekta predstavlja stolp, zgrajen v obliki pravilne osmerokotne prizme v treh etažah, s kamnitimi zidovi in leseno stropno in strešno konstrukcijo, krito s korci. 

#### Stari grad
Dvorec kakršnega poznamo še danes je nastal leta 1824, prvi "Stari grad" pa je bil zgrajen že v 18. stoletju in je bil dom grofa Petača. Danes grad obkroža park. 

#### Spominska soba Srečka Kosovela
Na sedežu Ljudske univerze Sežana je v prostoru, kjer se je rodil Srečko Kosovel, eden največjih slovenskih pesnikov, po zamisli arhitekta Janeza Suhadolca urejena Kosovelova spominska soba. Opremljena je v konstruktivističnem duhu, stene pa so popisane z njegovimi verzi in mislimi. Iz Sežane poteka tudi Kosovelova pot, ki se začne pred Ljudsko univerzo in vodi do Kosovelove domačije v Tomaju. 

#### Živi muzej Krasa
Območje Živega muzeja Krasa, s tipičnimi kraškimi pojavi, vrtače, uvale, udorne doline, škrapljišča, brezna in seveda podzemne jame, meri preko 700 hektarov in je opredeljeno kot ekološko pomembno območje, njegov večji del pa sodi v območje Natura 2000. Leta 2017 je bil Živi muzej Krasa izbran za najboljšo tematsko pot v Sloveniji.

#### Vojaško pokopališče
Vojaško pokopališče je iz obdobja 1. svetovne vojne. Tu je pokopanih 241 avstro-ogrskih vojakov, ki so na kraškem bojišču padli med leti 1915 in 1917.

#### Cerkev sv. Martina
Sedanja cerkev sv. Martina je sezidana v renesančnem slogu, njen zavetnik pa je škof sveti Martin. Nahaja se ob Trgu osvoboditve. 
Leta 1872 je Jožef Koman zaprosil za dovoljenje, da bi zgradili novo cerkev. Stara je na istem mestu stala od 1509. Zaradi pomanjkanja sredstev so se odločili za načrt, ki je predvidel povečanje srednje ladje in dodajanje dveh stranskih. povečali so tudi prezbiterij. 
Nova cerkev je bila blagoslovljena 11.11.1879. blagoslovil jo je domači župnik, Jožef Koman. Pozneje je bil prezbiterij podaljšan in na belo nedeljo 1883 je le tega škof Ivan Nepomuk Glavina, posvetil. 
- Botanični vrt ob vili Mirasasso Sežana
- Palmarij v Botaničnem vrtu ob vili Mirasasso Sežana
- Vila Mirasasso
- Tematska pot Živi muzej Krasa
- Spominska soba Srečka Kosovela na Ljudski univerzi
- Park pri Starem gradu
- Vojaško pokopališče

## Šole
- Osnovna šola Srečka Kosovela Sežana
- Srednješolski center Srečka Kosovela Sežana
- Višje in visokošolsko središče Sežana
- Ljudska univerza Sežana

## Populacija občine Sežana
Demografski trendi
| 1999   | 2000   | 2001   | 2002   | 2003   | 2004   | 2005   | 2006   | 2007   | 2008   | 2009   |
| ------ | ------ | ------ | ------ | ------ | ------ | ------ | ------ | ------ | ------ | ------ |
| 11.803 | 11.913 | 11.918 | 11.986 | 12.085 | 11.970 | 11.972 | 12.098 | 12.470 | 12.621 | 12.888 |

| 2010   | 2011   | 2012   | 2013   | 2014   | 2015   | 2016   | 2017   | 2018   |
| ------ | ------ | ------ | ------ | ------ | ------ | ------ | ------ | ------ |
| 12.894 | 12.959 | 13.082 | 13.050 | 13.103 | 13.108 | 13.160 | 13.236 | 13.276 |

| 2019   | 2020   | 2021   | 2022   | 2023   | 2024   |
| ------ | ------ | ------ | ------ | ------ | ------ |
| 13.425 | 13.551 | 13.802 | 13.842 | 13.842 | 13.839 |

## Pobratena mesta
- Pardubice,  Češka
- Rab,  Hrvaška
- Gevgelija,  Severna Makedonija
- Sant'Ambrogio di Valpolicella,  Italija
- Sant'Ambrogio sul Garigliano,  Italija
- Montbrison,  Francija